# ビルヘル・フェルストラーテ
ビルヘル・ダニー・フェルストラーテ（Birger Danny Verstraete, 1996年4月16日 - ）は、ベルギー、ウェスト＝フランデレン州オーステンデ出身のサッカー選手。アリス・テッサロニキ所属。ベルギー代表。ポジションはミッドフィールダー。

## 経歴

### クラブ
2012年9月26日、ベルギーカップのKVウオルウェ・ザヴェンテム戦でトップチームデビューを果たし、12月1日にはKVメヘレンとの試合でジュピラー・プロ・リーグデビューを飾った。2014-15シーズンには出場機会を得る為、ロイヤル・エクセル・ムスクロンへレンタル移籍をした。
2015年7月、KVコルトレイクへ完全移籍し、7月25日のスタンダール・リエージュ戦で移籍後初出場。
2017年1月17年、KAAヘントと3年半契約を結んだ。加入後は安定した出場機会を獲得していった。2018年11月3日、KRCヘンク戦で前半11分にサムエル・カルのアシストにより加入後初得点となる先制点を決め、この試合もまた彼の得点を含む2-1で勝利した。
2019年7月1日、ヘントでの活躍が評価され、2部から1部のブンデスリーガへと昇格した1.FCケルンに移籍した。
2020年、ロイヤル・アントワープに期限付き移籍。その後完全移籍となった。
2023年9月11日、アリス・テッサロニキに2年契約で移籍した。

### 代表
2018年9月7日、スコットランド代表との親善試合で後半85分にムサ・デンベレと交代しA代表デビュー。11月9日、UEFAネーションズリーグのアイスランド代表と戦うメンバーに選出されたが、出番は訪れなかった。